# 柳井正
柳井 正（やない ただし、1949年〈昭和24年〉2月7日 - ）は、日本の実業家、資産家。カジュアル衣料の製造販売「ユニクロ」を中心とした企業グループ持株会社であるファーストリテイリング代表取締役会長兼社長。ユニクロ代表取締役会長｡ジーユー代表取締役社長。

## 経歴

### 生い立ち
山口県宇部市中央町出身。小さい頃は普通の子で体育の時間など勉強以外の時間が楽しかった。戦後復員した父・柳井等は、正が生まれた1949年に兄・柳井政雄が代表を務める小郡商事から繊維・洋服部門を任され、紳士服小売りの「メンズショップ小郡商事」を立ち上げ、1963年にファーストリテイリングの前身となる小郡商事株式会社を設立した人物である。
正が中学生になるころ、父・等は地元のヤクザと組んで土建屋の経営にも手を広げ、次第に街の顔役として幅を利かせるようになった。中学校には歩いて1時間かけて通学していた。帰りに川で魚を釣ったり野球をしたりしていたという。

### 学生時代
山口県立宇部高校では、「クラスで後ろから5番目ぐらいの成績」であったという。苦手な数学が入試科目にない大学の中では最難関の、早稲田大学政治経済学部経済学科に進んだ。
大学時代は、映画やパチンコ、麻雀でぶらぶらしていた4年間を過ごした。大学2年の夏休みから父の資金援助で、200万円以上かけて世界一周旅行し、のちに妻となる女性とめぐりあった。
就職活動で大手商社を受けたが、ことごとく落ちた。進路の決まらないまま1971年3月に大学を卒業したが、同年５月、父親の勧めでジャスコ（現在のイオンリテール）に入社。ジャスコ四日市店で家庭雑貨売場を担当したが、働くのが嫌になり9ヶ月で退職した。

### 小郡商事に入社
半年程友人の家に居候した後、帰省して実家の小郡商事に入社。当時、小郡商事が展開していた店舗「メンズショップOS」で取り扱っていたのは、紳士服などの男性向け衣料が中心であった。
12年経営に携わる間に、洋服の青山やアオキなどの郊外型紳士服店が業績を拡大したため、後発を避け安価で、日常的なカジュアル衣料の販売店を着想し全国展開を目指した。カジュアルに拘った理由は紳士服（スーツ）のように接客を必要としない、物が良ければ売れるという点が自身の性に合ったためという。

### 社長就任、ユニクロのスタート
1984年（昭和59年）、父の後を受けて小郡商事社長に就任。「ユニークな衣料 (clothes) 」ということで「ユニーク・クロージング・ウエアハウス（Unique Clothing Warehouse、略称ユニ・クロ）」と銘打って同年6月、まず広島市にその第1号店を開店。1号店は今と異なり、有名ブランドを安価で販売する形態であった。
しかし当初、「ユニクロで買い物をするのは恥ずかしい」との評があり、店舗の周りにはユニクロのオリジナル買い物袋を持って歩くのを恥じた客が、商品を別の袋に移し替える状況があった。そのような状況で、BASSのローファーに偽物が混じって居り、ますますユニクロの評判を落として苦境に追い込まれる。これを契機として、オリジナル商品開発を始める。その後、中国地方を中心に店舗を拡大していく。
ユニクロの路線が、徐々に陽の目を見るようになった1991年（平成3年）、社名を「ファーストリテイリング」に変更。2002年（平成14年）、代表取締役会長兼最高経営責任者 (CEO) に就任。いったん社長を退くも、2005年（平成17年）には再び社長に復帰。同年、持株会社制への移行を受けて、グループ各社の会長職を兼務している。
フォーブスが毎年発表する日本長者番付にて、2023年の首位にランクされた（総資産約4兆9700億円）。

## 人物

### 人柄
子供の頃は内向的だった。高校ではサッカー部に入っていたが、父が「いい大学に入ってほしい」と述べたためすぐに辞めた。趣味はゴルフで、自宅に打ちっぱなしのネットが張ってある。酒は飲めない。ひいきの料理屋はない。尊敬する経営者はウォルマートの創業者サム・ウォルトン、ダイエーの中内㓛、日本マクドナルドの藤田田。現在は東京都渋谷区大山町在住。二男の父。

### 経営観
ファーストリテイリング、ユニクロがグローバル展開するにあたり、独自の経営観を披露している。ユニクロの、特に若手社員に対する労働環境が厳しいのではとの批判（いわゆるブラック企業批判、ユニクロ#労働環境参照）を受けて、2013年に日経ビジネスで語った自身の社員教育方針については、「僕が若い社員に『海外に行ってくれ』と繰り返し言うのは、本当の意味で経営者になってほしいからです。それができないのであれば、当然ですけど、単純労働と同じような賃金になってしまう」「僕は将来、本当に若者が活躍できる世の中になれば、25歳以上は全員対等に評価すべきだと思っています。（中略）25歳くらいまでに基本的な考え方を決めて、努力を重ねて35歳くらいで執行役員になる。そして45歳くらいでCEOになるのが、正常な姿だと思っています。だからこそ、若いころに甘やかされてはいけないと思っています」との観点を示している。
同社が世界展開する各国の社員の給与体系・給与水準を事実上同一化する、いわゆる「世界同一賃金」構想を披露した際には、朝日新聞へのインタビューにおいて「世界どこでも、やる仕事が同じだったら同じ賃金にするというのが基本的な考え方。海外にも優秀な人材がいる。グローバルに事業を展開するのに、あまりに賃金が違いすぎるのでは機能しない」「日本の店長やパートより欧米の店長のほうがよほど（賃金が）高い。日本で賃下げをするのは考えていない。一方で途上国の賃金をいきなり欧米並みにはできない。それをどう平準化し、実質的に同じにするか、具体的な仕組みを検討している」「（離職率が高いのは）グローバル化の問題だ。10年前から社員にもいってきた。将来は、年収1億円か100万円に分かれて、中間層が減っていく。仕事を通じて付加価値がつけられないと、低賃金で働く途上国の人の賃金にフラット化するので、年収100万円のほうになっていくのは仕方がない」と持論を展開した上で、ブラック企業批判については「我々が安く人をこき使って、サービス残業ばかりやらせているイメージがあるが、それは誤解だ」 「作業量は多いが、サービス残業をしないよう、労働時間を短くするように社員には言っている。ただ問題がなかったわけではなかった。グローバル化に急いで対応しようとして、要求水準が高くなったことは確か。店長を育てるにしても急ぎすぎた反省はある」と発言した。
また柳井は「息子にユニクロの経営を任せる気はない。同族経営はよくないですよ。」と述べ、グループ執行役員を務める長男と次男の今後の処遇に関して、「会長や副会長みたいなことをしてもらったらと考えている」と、共同通信などのインタビューにおいて述べている。
2024年8月、日本テレビとのインタビューにおいて、「少数精鋭で仕事するということを覚えないと日本人は滅びるんじゃないですか」と指摘した上で、生産性アップに向けた取り組みの観点から、海外のように管理職や研究開発を担える移民を受け入れるべきだと主張した。この発言を受けて、元ライブドア経営者の堀江貴文や楽天グループ会長の三木谷浩史などが支持する一方でZOZO創業者の前澤友作が反論するなど、実業家の間で賛否両論となった。

### 寄付
2011年3月11日に起きた東北地方太平洋沖地震の義援金として私財から10億円を寄付した。
2019年、早稲田大学国際文学館の開館に伴う建物改築の費用（約12億円）を、全額寄付すると発表した。
2020年、早稲田大学とUCLAが連携して行う、日本文化研究のグローバル化に取り組むプロジェクト「柳井正イニシアティブ グローバル・ジャパン・ヒューマニティーズ・プロジェクト」の永続化を目的に、UCLAに対して2500万米ドル（約27億5千万円）の寄付を行うと表明。
2020年6月24日、柳井は京都大学に個人として総額100億円を寄付すると発表した。ノーベル賞受賞者の山中伸弥教授と本庶佑特別教授の活動に50億円ずつ寄付する。
2025年6月に開所した、人工多能性幹細胞（iPS細胞）を作る研究施設「Yanai my iPS製作所」（大阪市、京都大iPS細胞研究財団）に45億円を寄付した。

## 家族・親族
柳井家
- 祖父・周吉[24] - 山口県吉敷郡陶村（現・山口市陶）出身。牛馬商を営んだ[24]
- 父・等（1919年[25] - 1999年、実業家） - 高等小学校を卒業[5]。家にお金がなかったため進学をあきらめ京都で飲食業をやっていた兄を頼って、洋服屋に丁稚奉公した[5]。徴兵されて中国で8年ほど過ごしたあと、小郡に帰った[5]。1949年に宇部で紳士服小売りの「メンズショップ小郡商事」を立ち上げ、1963年に小郡商事株式会社を設立した[5]。紳士服のほかに、姉妹店としてVAN専門のVANSHOPも経営していた[26]。同社社長を務め1984年（昭和59年）9月、会長に就任[5]。1999年（平成11年）2月に80歳で死去。また小郡商事を経営するかたわら地元の暴力団の人と一緒に土建屋を作った[5]。正は父について「義理人情に厚く、生業家業といった観点で仕事をし、企業家とか経営者といった観点はなかった[5]。恐ろしかった。[5]」と述べている。
- 母[5] - 母は父・等の兄の飲食店で働いていた人で、性格はおとなしかった[5]。
- 姉[5]
- 妹[5]
- 妻・照代 - 大阪府出身[5]。旧姓・長岡。
- 長男・一海 - リンク・セオリー・ジャパン会長である。ボストン大学卒業後、大学院にてMBAを取得、44歳でファーストリテイリングの取締役に就任[12]。
- 次男・康治 - 三菱商事を経て2011年にファーストリテイリング入社、2018年に41歳で同社の取締役に昇進[12]。
- 孫

親戚
- 大叔父・柳井傳一 - 大叔父の柳井傳一は全国水平社創立大会の参加者で、みずから創設に尽力した山口県水平社の聯盟本部役員を務めた[24]。『日本紳士録 第43版』によると、小郡大正町の柳井傳一の職業は「雑貨商」である[27]。
- 伯父・柳井政雄[24]（1908年 - 1998年、部落解放運動家、実業家、政治家） - 部落解放運動家として全日本同和会会長、部落解放全国委員会山口県連合会の委員長などを歴任した他、「小郡商事」を創業した実業家でもあった[24]。
- 従兄弟・澤田正之 - 柳井政雄の息子[24]。全日本同和会山口県連合会会長[28]、元山口市議会議員、元山口市人権教育推進委員長。
- 従兄・千田秀穂 - 千田の母親は柳井等の姉にあたる[5]。柳井等の右腕といわれ、小郡商事の番頭をつとめた[5]。高校卒業から20年近く小郡商事で働き、専務をつとめた[5]。ファーストリテイリングのルーツを知る人物である。
- 他 従兄弟　多くが自営業

系図
|  |  |  |  |          |          |          |          |          |          |                |                |                |                |                |                |          |          |          |          |          |          |          |          |          |          |                  |                  |                  |                  |                  |                  |  |  |    |    |    |    |    |    |  |  |  |  |
|  |  |  |  |          |          |          |          |          |          |                |                |                |                |                |                |          |          |          |          |          |          |          |          |          |          |                  |                  |                  |                  |                  |                  |  |  |    |    |    |    |    |    |  |  |  |  |
|  |  |  |  | 柳井傳一 | 柳井傳一 | 柳井傳一 | 柳井傳一 | 柳井傳一 | 柳井傳一 |                |                |                |                |                |                |          |          |          |          |          |          | 柳井周吉 | 柳井周吉 | 柳井周吉 | 柳井周吉 | 柳井周吉         | 柳井周吉         |                  |                  |                  |                  |  |  |    |    |    |    |    |    |  |  |  |  |
|  |  |  |  | 柳井傳一 | 柳井傳一 | 柳井傳一 | 柳井傳一 | 柳井傳一 | 柳井傳一 |                |                |                |                |                |                |          |          |          |          |          |          | 柳井周吉 | 柳井周吉 | 柳井周吉 | 柳井周吉 | 柳井周吉         | 柳井周吉         |                  |                  |                  |                  |  |  |    |    |    |    |    |    |  |  |  |  |
|  |  |  |  |          |          |          |          |          |          |                |                |                |                |                |                |          |          |          |          |          |          |          |          |          |          |                  |                  |                  |                  |                  |                  |  |  |    |    |    |    |    |    |  |  |  |  |
|  |  |  |  |          |          |          |          |          |          |                |                |                |                |                |                |          |          |          |          |          |          |          |          |          |          |                  |                  |                  |                  |                  |                  |  |  |    |    |    |    |    |    |  |  |  |  |
|  |  |  |  |          |          |          |          |          |          | 柳井等（八男） | 柳井等（八男） | 柳井等（八男） | 柳井等（八男） | 柳井等（八男） | 柳井等（八男） |          |          | 女       | 女       | 女       | 女       | 女       | 女       |          |          | 柳井政雄（四男） | 柳井政雄（四男） | 柳井政雄（四男） | 柳井政雄（四男） | 柳井政雄（四男） | 柳井政雄（四男） |  |  | 男 | 男 | 男 | 男 | 男 | 男 |  |  |  |  |
|  |  |  |  |          |          |          |          |          |          | 柳井等（八男） | 柳井等（八男） | 柳井等（八男） | 柳井等（八男） | 柳井等（八男） | 柳井等（八男） |          |          | 女       | 女       | 女       | 女       | 女       | 女       |          |          | 柳井政雄（四男） | 柳井政雄（四男） | 柳井政雄（四男） | 柳井政雄（四男） | 柳井政雄（四男） | 柳井政雄（四男） |  |  | 男 | 男 | 男 | 男 | 男 | 男 |  |  |  |  |
|  |  |  |  |          |          |          |          |          |          | 柳井正         |                |                |                |                |                |          |          |          |          |          |          |          |          |          |          |                  |                  |                  |                  |                  |                  |  |  |    |    |    |    |    |    |  |  |  |  |
|  |  |  |  |          |          |          |          |          |          |                |                |                |                |                |                |          |          |          |          |          |          |          |          |          |          |                  |                  |                  |                  |                  |                  |  |  |    |    |    |    |    |    |  |  |  |  |
|  |  |  |  |          |          |          |          |          |          |                |                |                |                |                |                |          |          |          |          |          |          |          |          |          |          |                  |                  |                  |                  |                  |                  |  |  |    |    |    |    |    |    |  |  |  |  |
|  |  |  |  |          |          |          |          |          |          |                |                |                |                |                |                |          |          |          |          |          |          |          |          |          |          |                  |                  |                  |                  |                  |                  |  |  |    |    |    |    |    |    |  |  |  |  |
|  |  |  |  | 柳井一海 | 柳井一海 | 柳井一海 | 柳井一海 | 柳井一海 | 柳井一海 |                |                |                |                |                |                | 柳井康治 | 柳井康治 | 柳井康治 | 柳井康治 | 柳井康治 | 柳井康治 |          |          |          |          |                  |                  |                  |                  |                  |                  |  |  |    |    |    |    |    |    |  |  |  |  |

## テレビ出演
- 日経スペシャル カンブリア宮殿 （テレビ東京）- ファーストリテイリング 会長兼社長として出演。
  - 「一勝九敗で、勝て！ ～失敗を勝利に変える、 ユニクロ式"勝利"の方程式～」（2008年12月15日）[29]。
  - 「柳井正 今夜も登場！ 世界一を目指せ！ユニクロの新戦略」（2008年12月22日）[30]。

## 書籍

### 著書
- 『個人的なユニクロ主義 柳井社長に至近距離でインタビュー ほぼ日ブックス#001』（著者:柳井正 糸井重里）（2001年11月1日、朝日出版社）ISBN 4255001189
- 『一勝九敗』（2003年11月15日、新潮社）ISBN 4104642010
  - 『一勝九敗』（2006年3月27日、新潮社 新潮文庫）ISBN 9784101284514
- 『仕事学のすすめ 2009年6-7月』（著者:柳井正 藤原和博）（2009年5月25日、NHK知る楽/木）ISBN 4141895237
- 『成功は一日で捨て去れ』（2009年10月15日、新潮社）ISBN 4104642037
  - 『成功は一日で捨て去れ』（2011年3月29日、新潮社 新潮文庫）ISBN 9784101284521
- 『この国を出よ』（著者:柳井正 大前研一）（2010年10月4日、小学館）ISBN 978-4093897297
  - 『この国を出よ』（2013年1月4日、小学館 小学館文庫）ISBN 9784094087918
- 『柳井正の希望を持とう』（2011年6月13日、朝日新聞出版  朝日新書）ISBN 978-4022733993
- 『現実を視よ』（2012年9月22日、PHP研究所）ISBN 978-4569806921
- 『経営者になるためのノート』（2015年8月26日、PHP研究所）ISBN 978-4569826950

### 監修
- 『ユニクロ思考術』（2009年10月15日、新潮社） ISBN 4104642029

## 受賞歴
- 日本PR大賞パーソン・オブ・ザ・イヤー（2000年）
- GQ MEN OF THE YEAR 2007（2007年）[31]
- TIME紙 - 世界で最も影響力のある100人（2013年）[32] - Titansに選出
- Asia Game Changers Award（2017年）[33]